# 小行星5635
小行星5635（5635 Cole）是一颗绕太阳运转的小行星，为主小行星带小行星。该小行星于1981年3月2日发现。

## 轨道参数
小行星5635的轨道半长轴为2.3851659 UA，离心率为0.269。